# Tenshin-ryū
Tenshin-ryū (jap. 天心流) ist eine über 400 Jahre alte Schwertkampfschule in Japan, welche während der Kan’ei-Ära (1624–1645) in der Edo-Zeit entstanden ist.
Gegründet wurde die Schule von Tokizawa Yahē (時沢 弥兵衛). Dieser erlernte den Schwertkampf von Yagyū Munenori, einem der damals bekanntesten Schwertlehrer der Tokugawa-Shogunatsfamilie.
Später wurde es Yahē erlaubt, eine von der Schwertkampf-Hauptschule getrennte Schule zu errichten, welche er Tenshin-ryū nannte. Sie wurde in der Provinz Harima errichtet.
Tenshin-ryū ist eine umfassende Schule Hyōhō (兵法), welche mehrere Kampfkünste einschließt:
- Kenjutsu (剣術): Kampf mit dem Schwert (Katana)
- Battōjutsu (抜刀術): Schwertziehen
- Sōjutsu (槍術): Kampf mit der Lanze (Yari)
- Jūmonjiyarijutsu (十文字槍術): Kampf mit der Jūmonjiyari-Lanze
- Naginatajutsu (薙刀術): Kampf mit der Glefe (Naginata)
- Kusarigamajutsu (鎖鎌術): Kampf mit der Sichel (Kusarigama)
- Tessajutsu (鉄鎖術): Kampf mit der Eisenkette
- Yawara (柔): unbewaffneter Bodenkampf/Ringen

## Großmeister
- Ishii Seizo (geb. 1892 in Tokyo) war der 8. Großmeister[1]
- Nakamura Tenshin (geb. 1943) ist der 9. Großmeister[1]
- Kuwami Masakumo (geb. 1978) ist der 10. Großmeister seit 11. Februar 2012.[1]
- Ide Ryusetsu (geb. 1983) ist der 11. Großmeister seit 1. Mai 2019.[1]